# Hearne, Texas
Hearne là một thành phố thuộc quận Robertson, tiểu bang Texas, Hoa Kỳ. Năm 2010, dân số của xã này là 4459 người.

## Dân số
- Dân số năm 2000: 4690 người.
- Dân số năm 2010: 4459 người.